# Aerangis fuscata
Aerangis  fuscata es una orquídea epífita originaria de Madagascar.

## Descripción
Es una planta pequeña de tamaño que prefiere clima caliente a fresco, epífita, se producen en pequeñas ramitas y ramas de arbustos y árboles con un tallo que tiene  4 a 5 hojas, carnosas, elípticas o obovadas, de color verde oscuro y brillante que florecen en el verano en una inflorescencia colgante de 20 cm de largo con pocas a muchas flores  fragantes de 2.5 a 3.75 cm de ancho.

## Distribución y hábitat
Se encuentra en Madagascar en alturas desde el nivel del mar hasta los 2350  m s. n. m.

## Taxonomía
Aerangis fuscata fue descrita por (Rchb.f.) Schltr. y publicado en Beihefte zum Botanischen Centralblatt 36: 114. 1918.
Etimología
El nombre del género Aerangis procede de las palabras griegas: aer = (aire) y angos = (urna), en referencia a la forma del labelo.
fuscata: epíteto latino que significa "oscura".
Sinonimia
- Aerangis monantha Schltr. 1925;
- Aerangis umbonata (Finet) Schltr. 1915;
- Angraecum fuscatum Rchb.f.1882;
- Rhaphidorhynchus umbonatus Finet 1907[4][5]